# Oddie Agam
Oddie Agam Luntungan (ur. 19 marca 1953 w Medanie, zm. 27 października 2021) – indonezyjski muzyk, wokalista i twórca piosenek.
Jest autorem takich utworów jak „Memori” (wykonanie: Ruth Sahanaya) czy „Wow”, „Logika” i „Aku Cinta Padamu” (wykonanie: Vina Panduwinata). Stworzony przez niego utwór „Antara Anyer dan Jakarta”, spopularyzowany przez Sheilę Majid, zaprowadził piosenkarkę na szczyt sławy w Indonezji. Współpracował także z wieloma innymi wokalistami, jak np. Broery Marantika, Mus Mujiono czy Chrisye.
Redakcja serwisu informacyjnego Liputan6.com zaliczyła go do grona „najlepszych kompozytorów muzycznych w historii indonezyjskiej sceny muzycznej”.